# Доросомы
Доросомы (лат. Dorosoma) — род лучепёрых рыб из семейства сельдевых (Clupeidae).

## Описание
Эндемики Нового Света. Встречаются в пресных водах, устьях рек, эстуариях и заливах. 

## Систематика
В составе рода выделяют пять видов:
- Мексиканская доросома (Dorosoma anale)[1] Meek, 1904
- Северная доросома (Dorosoma cepedianum)[1] (Lesueur, 1818)
- Никарагуанская доросома (Dorosoma chavesi)[1] Meek, 1907
- Южная доросома (Dorosoma petenense)[1] (Günther, 1867)
- Западная доросома (Dorosoma smithi)[1] C. L. Hubbs & R. R. Miller, 1941